# 1966年シリアクーデター
1966年シリアクーデターは、1966年2月21日-2月23日にかけてシリアで起きた、若手バアス党員による初代バアス党政権に対するクーデターである。これによって、シリアで最も急進的な政権が成立し、ミシェル・アフラクら保守派とサラーフ・ジャディードら若手派閥の間の権力闘争の高まりによって急進化は進んでいった。2 月21日、軍の保守派の支持者が若手派閥の異動を命じた。2日後、軍事委員会は、若手派閥の支援のもとでクーデターを起こし、ダマスカス、アレッポ、デリゾール、ラタキアで流血の戦闘が発生した。クーデターの結果、バアス党の創設者達はシリアを脱出し、亡命先で余生を過ごした。また、党がシリアとイラクで完全に分裂した。

## クーデターの経過
1965年11月、民族指導部は自分たちの同意なしに、地域指導部が異動させたり、命令を拒否したりするのを禁じると決議した。決議を聞いて、若手派閥のジャディードはすぐに反抗し、ムスタファ・タラース中佐に、民族指導部派で知られたホムス駐屯地の正副司令官を逮捕するよう命じた。それに対応するため、ムニーフ・アッ=ラッザーズは民族指導部の緊急会合を召集し、地域指導部の解散を決定した。また、サラーフッディーン・アル＝ビータールを首相に任命し、アミーン・アル＝ハーフィズに大統領を続投させ、軍事委員会の内部対立でスペインに亡命していた元委員のムハンマド・ウムラーンを呼び戻して国防大臣に任命し、マンスール・アル＝アトラシュを革命指導国民評議会議長に任命することを決定した。ジャディードとその支持者は武力行使でこれに反抗することを決めた。ハーフィズ・アル＝アサドは、ジャディードと同じ若手派閥であったが、武力での対決には反対しており、クーデター発生時にロンドンへ逃れた。
クーデターは、ウムラーンが国防大臣としてジャディード派の主要人物3名に異動を命じた2月21日に開始された。軍事委員会は翌日から対応することになるが、民族指導部派を動揺させるための策略を使った。策略のため、対イスラエル前線司令官のアブドゥルガニー・イブラヒムが前線の将校間で争いが起き、銃が使われたと司令部に報告させた。ウムランなど軍指導部は急いでゴラン高原に向かい、将校たちと長時間議論させられた。彼らは午前3時に疲れ果てて帰還した。そのわずか2時間後の午前5時、ジャディードは本格的にクーデターを開始した。それからすぐに、サリーム・ハトゥームとリファアト・アル＝アサドが、イッザド・ジャディードの戦車部隊の援護のもと、ハーフィズ大統領の私邸への攻撃を開始した。積極的な防衛にもかかわらず、ハーフィズの護衛部隊は弾薬を使い果たして降伏した。この攻撃でハーフィズの娘は視力を失った。護衛部隊の隊長のマフムード・ムーサはイッザド・ジャディードに殺されかけたが、ハツームに助けられて、国外に逃れた。ダマスカス以外の都市でもクーデターへの抵抗が起きた。ハマでは暴動が起き、タラースがホムスから部隊を派遣して鎮圧しなければならなかった。アレッポでは、アフラク支持者がラジオ局を占拠し、デリゾール、ラタキアでも暴動が報告された。クーデター派の軍事的な勝利によって、抵抗はほとんど沈静化した。民族指導部のうち、ラッザーズのみが、クーデター後も隠れ家から声明を発行することで組織的抵抗を続けた

## 余波

### 新体制
クーデター後すぐにアフラクやウムラーン支持派の将校の追放が行なわれた。ウムラン自身を含む追放対象者はメッツェ刑務所に投獄された。ジャディード政権の最初の政策の1つはアサドを防衛大臣に任命することだった。しかし、アサドはクーデターを支持していなかった。後のル・モンド紙のインタビューでも、アサドは「軍の介入は遺憾なことであった。バアス党は民主的な政党であり、紛争は民主的な方法で解決されている必要があった。」と語っていた。しかしながら、民族指導部の独裁に終止符を打つのに必要だったという見解も示している。
ジャディード政権はシリアの歴史上で最も急進的な政府といわれている。彼は根本的な国内外政策に着手し、シリアの社会を上から下まで変革することを試みた。アサドは、ジャディードにイデオロギー的に同調していたが、これらの信念の実践する方法には同意していなかった。軍事委員会は、1963年–1966年の間は若手将校の重要な意思決定過程であったが、アフラクに勝利したことで、その役割が薄れた。
ジャディードは首相や大統領の職に就かず、地域指導部次官の地位を通じて支配することを選んだが、1966年–1970年のシリアの明らかな支配者だった。クーデターの前にはジャディードは将校事務局事務局長としてシリア軍を支配していたが、1966 年以降はアサドに軍を管理させた。これは致命的な判断ミスであり、後の1970年クーデターによるジャディード政権の崩壊につながった。

### 分裂
アフラクの失脚は、バアス党の分裂を招き、党組織はシリア派とイラク派の2つに分裂した。シリア派バアス党はジャディードとその支持者を中心とし、1940年代に別のバアス運動を率いていたアルスーズィーをバアス党思想の父として奉じた。一方のイラク派バアス党はバクルとサッダーム・フセインを中心とし、これまで通りにアフラクをバアス思想創始者として扱った。クーデター直後の第9回党大会でアフラク派は追放され、イラク代表団はシリアのバアス党と決別した。一方のイラク・バアス党は同月にベイルートで、「真の」第9回党大会を開催し、アフラクを民族指導部事務総長に選出した。その際、長年の同志のビータールは離党を宣言し、バアス運動から完全に手を引くことになった。

## 参照
1. ↑  Seale 1990, p. 100.
2. 1 2  Seale 1990, p. 101.
3. 1 2  Seale 1990, p. 102.
4. ↑  Seale 1990, p. 103.
5. ↑  Seale 1990, p. 104.
6. ↑  Seale 1990, pp. 104–105.
7. ↑  Seale 1990, p. 105.
8. ↑  Bengio 1998, p. 218.
9. ↑  Kostiner 1998, p. 36.
10. ↑  Moubayed 2006, p. 347.
11. ↑  Reich 1990, p. 110.